# 天時資源
天時資源控股有限公司（英語：Timeless Resources Holdings Limited，港交所：8028、香港商業登記編號：19721516、原香港公司註冊編號：0542110）是一家主要從事金屬採礦的投資控股公司，亦有從事軟件開發業務。
該公司於1996年3月12日以「天時軟件有限公司」（英語：Timeless Software Limited）之名稱在香港註冊成立，並於1999年11月25日在香港創業板上市，成為首間在香港創業板上市的公司，當時的招股價為3元，集資4.5億港元。上市後，天時軟件以1.78億元向長實購入中環中心頂樓作辦公室之用。其後，科網熱潮爆破，股價大幅下跌，業績亦出現虧蝕。中環中心頂樓最終以1.5億元蝕賣。
2011年，天時軟件以1.035億元收購礦業公司Goffers Management Limited 51%權益。Goffers Management Limited在新疆從事勘探及開採金屬。
2023年10月9日，該公司獲香港公司註冊處修改公司名稱為「天時資源控股有限公司」。

## 外部連結
- 天時資源控股有限公司官方網站 （页面存档备份，存于）
- 天時軟件招股章程[永久]